# Subsecretari de stat în Guvernul Iuliu Maniu (2)
În Guvernul Iuliu Maniu (2) au fost incluși și subsecretari de stat, provenind de la diverse partide.

## Subsecretari de stat
- Subsecretar de stat la Președinția Consiliului de Miniștri

Ion Lugoșianu (17 iunie - 9 octombrie 1930)
- Subsecretar de stat la Președinția Consiliului de Miniștri

Grigore Gafencu (17 iunie - 9 octombrie 1930)
- Subsecretar de stat la Ministerul de Interne

Constantin Angelescu (17 iunie - 9 octombrie 1930)
- Subsecretar de stat la Ministerul de Finanțe

Pompiliu Ioanițescu (17 iunie - 9 octombrie 1930)
- Subsecretar de stat la Ministerul Instrucțiunii Publice și Cultelor

Ghiță Pop (17 iunie - 9 octombrie 1930)
- Subsecretar de stat la Ministerul Agriculturii și Domeniilor

Virgil Potârcă (17 iunie - 9 octombrie 1930)
- Subsecretar de stat la Ministerul Agriculturii și Domeniilor

Petre Andrei (17 iunie - 9 octombrie 1930)
- Subsecretar de stat la Ministerul Lucrărilor Publice și Comunicațiilor

Gheorghe Crișan (17 iunie - 9 octombrie 1930)
- Subsecretar de stat la Ministerul Muncii, Sănătății și Ocrotirii Sociale

Iuliu Moldovan (17 iunie - 9 octombrie 1930)

## Sursa
- Stelian Neagoe - "Istoria guvernelor României de la începuturi - 1859 până în zilele noastre - 1995" (Ed. Machiavelli, București, 1995)